# 김수철 (범죄인)
김수철(1965년 ~ )은 대한민국의 범죄인이다. 그의 성범죄로 인하여, 화학적 거세에 대한 검토가 이루어지기도 하였으며, 학교의 허술한 보안관리의 문제점이 사회적으로 부각되기도 하였다.

## 생애
경남 거창군에서 태어난 김수철은 초등학교 5학년 때 부모를 여의고 부산에 있는 고아원으로 보내져 3년간 살게 된다. 이후 중학교 1학년 나이에 고아원을 나와 서울로 상경했다. 
김수철은 1987년 부산광역시에서 남편이 보는 앞에서 여성을 성폭행하여 징역 15년을 선고받고 2002년에 출소하였다. 또한 그는 남녀 구별없이 범죄를 저질러왔던 걸로 유명한데, 2006년에는 채팅으로 알게 된 남학생(당시 15세)을 강제로 추행하였으나, 피해자와 합의하여 공소권이 없다는 이유로 처벌 받지 않았다. 경찰은 2010년 2월에 부산에서 김길태 사건이 발생하자, 성범죄자에 대한 관리를 강화하였음에도 불구하고, 1990년 이후의 성범죄자에 한하여 관리하였기 때문에, 관리의 대상에서 제외된 것으로 드러났다.

## 사건
김수철은 2010년 6월 7일 오전 9시 50분쯤 서울특별시 영등포구의 서울우신초등학교 운동장에서 8세 여아에게 커터 칼을 들이대고 협박하였다. 그 후 아이의 눈을 가린 후에 1 km 떨어진 자신의 집으로 끌고가 성폭행하였다. 그 후 피해 아동은 김수철이 잠이 든 틈을 타서 김씨의 집에서 도망쳤다. 이 사건으로 피해 아동은 국부와 항문 등에 심하게 상처를 입었으며, 5시간 ~ 6시간에 걸친 대수술을 받았다. 의료진은 피해 아동과 부모가 심각한 후유증에 시달리고 있으며, 회복하기 힘들 것이라고 말했다. 김수철은 범행 당일 밤에 경찰에 체포되었으며, 검거 당시 칼을 휘두르고 심하게 저항하였는데, 이로 인해 경찰관 1명이 팔뚝에 상처를 입었고, 김수철은 자신에 대해서도 자해하였다. 그 후 범행 이틀 뒤인 9일에 구속되었다.

## 논란
서울교육청에 따르면 서울지역의 초, 중, 고등학교 2000여곳 중 90%가 학교를 지역 주민 등의 외부인에게 개방된 것으로 드러났다. 이는 교육과학기술부의 원칙에 따른 것이다. 거기에다가 서울특별시는 2001년부터 학교 공원화사업을 추진하여 담벽을 허물고, 외부인들에게도 학교를 개방하였기 때문에 누구나 쉽게 들어갈 수 있다. 학교에 경비실이 없는데다가, CCTV를 보고 실시간으로 학교를 관리하는 일도 제대로 되지 않았다. 이 사건을 계기로 조선일보는 선진국들의 학교 보안이 어떠한가를 보도하였다. 미국, 프랑스, 호주의 경우에는 학부모조차도 쉽게 들어갈 수 없다고 한다. 일본의 경우에는 같은 지역에 사는 학생들끼리 집단으로 하교(下校)하고, 단체 하교에서 빠지더라도 부모나 미리 정해진 보호자 없이 혼자 보내지 않는다고 한다. 안병만 교육과학기술부 장관과 국회 교육과학기술위원회 소속의원들은 학교에서 외부인의 출입에 대한 통제가 강화되어야한다고 입을 모았다.

## 판결
1심은 김수철에게 무기징역을 선고하면서 신상정보를 10년간 공개하고 위치추적전자장치(전자발찌)를 30년간 부착하도록 명했고, 김수철은 `형량이 과중하다'며 항소했다. 
서울고등법원은 김수철에게 1심과 같이 무기징역을 선고하고, 신상정보 10년 공개와 전자발찌 30년 부착을 명령했다.

## 같이 보기
- 김길태
- 성범죄
- 조두순